# Gojoseon
Gojoseon var et gammelt koreansk kongerige. Tilføjelsen af Go (고, 古), som betyder "gamle", adskiller det fra de andre riger kaldet Joseon.
Legenden om Gojoseons oprindelse, som findes registreret i Samguk Yusa (1281) og andre middelalderlige koreanske bøger, fortæller, at landet blev etableret i 2.333 f.Kr. af Dangun, der siges at nedstamme fra himlen. Skønt der ikke er fundet beviser, der understøtter hvilke fakta der kan ligge bag denne tradition, har oplysningen spillet en vigtig rolle i udviklingen af koreansk national identitet.
I det 12. århundrede f.Kr. skal Gija, en prins fra Shang-dynastiet i Kina, angiveligt have grundlagt Gija Joseon. Men på grund af mangel på arkæologiske beviser, er dens eksistens blevet betvivlet i det 20. århundrede, og spiller i dag ikke længere nogen rolle i forståelsen af denne periode.
Den historiske Gojoseon kongedømme blev første gang nævnt i kinesiske kilder i det tidlige 7. århundrede f.Kr.. I løbet af sin tidlige fase var hovedstaden i Gojoseon beliggende i Liaoning, omkring 400 f.Kr., og blev flyttet til Pyongyang, mens Jin-staten opstod på den sydlige del af halvøen i det 3. århundrede f.Kr..
I 108 f.Kr. invaderede Han-dynastiet i Kina og besejrede Wiman Joseon. Han-styret etablerede 4 kommanderier for at administrere Gojoseons territorium. Området blev senere erobret af Goguryeo i 313 e.Kr..
Deres sprog var sandsynligvis en forgænger for de ligeledes forhistoriske Buyeo sprog, og måske en form for proto-koreansk.

## Grundlæggelsesmyter

### Dangun-myten
Dangun Wanggeom er den legendariske grundlægger af Korea. Mens der er variationer mellem de forskellige tekster og mundtlige traditioner, stammer den mest populære fremstilling fra skriftlig dokumentation af grundlæggelsesmyte i Samgungnyusa, en samling af legender og historier fra det 13. århundrede, som blev skrevet af en person ved navn Il-yeon (1206 - 1289). En lignende fremstilling findes i Jewang ungi. Ifølge legenden, havde himlens Herre, Hwanin, en søn, Hwanung, som steg ned på Paektusan og grundlagde byen Shinsi. Så kom en bjørn og en tiger til Hwanung og sagde, at de ønskede at blive mennesker. Hwuanung sagde til dem, at hvis de gik ind i en hule og boede der i 100 dage og kun spiste bynke og hvidløg han vil ændre dem til mennesker. Men halvvejs gennem de 100 dage tigeren gav op og løb ud af hulen. Bjørnen, derimod, holdt ud og blev en smuk kvinde kaldet Ungnyeo (웅녀, 熊 女). Hwanung giftede sig senere med Ugnyeo, og hun fødte ham Dangun.
Mens Dangun-historien anses for at være en myte, menes den at være en mytisk syntese af en række historiske begivenheder i forbindelse med grundlæggelsen af Gojoseon. Der er forskellige teorier om oprindelsen af denne myte. Seo og Kang (2002) mener, at Dangun-myten er baseret på integration af to forskellige stammer, en invasiv sky-tilbedende bronzealder-stamme og en indfødt bjørnetilbedende neolitisk stamme, der førte til grundlæggelsen af Gojoseon. Lee K. B. (1984) mener, at 'Dangun-wanggeom' var en titel bæres af successive ledere Gojoseon.
Dangun siges at have grundlagt Gojoseon omkring 2.333 f.Kr., baseret på beskrivelser af Samgungnyusa, Jewang ungi, Dongguk Tonggam og Joseon-dynastiets annaler. Datoen er forskellig i de historiske kilder, selv om alle sætte den til under den mytiske kejser Yaos regeringstid (traditionelle datoer: 2.357 f.Kr. - 2.256 f.Kr.). Samgungnyusa siger, at Dangun besteg tronen i det 50. år af den legendariske Yaos regeringstid, Kong Sejongs annaler siger det første år, og Dongguk Tonggam siger i det 25. år.

### Gija-myten
Gija, en mand fra Shang-dynatiet i Kina, flygtede angiveligt til den koreanske halvø i 1.122 f.Kr. under faldet af Shang til fordel for Zhou-dynastiet og grundlagde Gija Joseon. I Sydkorea, Storbritannien og USA mener de fleste forskere, at Gijas forbindelse med Gojoseon er en kinesisk fabrikation og at Gija intet har at gøre med Gojoseon. Historisk er den tidligste overlevede omtale af korea, Krøniken om de tre kongeriger (en kinesisk kilde), som nævner Gija Joseon. Dongsa Gangmok fra 1778 omtaler Gijas aktiviteter og bidrag i Gojoseon. Gijas annaler omtaler otte love (Hangul: 범금 팔조; Hanja: 犯禁 八 條)., som nævnes i Hanshu (Han-dynastiets historie) og viser et hierarkisk samfund med retlig beskyttelse af privat ejendom.
I det før-moderne Korea repræsenterede Gija autentifikationsmærket for tilstedeværelse af kinesiske civilisation, og indtil det 12. århundrede antog koreanerne almindeligt, at Danjun skænkede Korea dets folk og grundlæggende kultur, mens Gija gavKorea dets finkultur og formentlig stilling som en legitim civilisation. Men i den moderne tid er Gijas stilling reduceret til ubetydelighed. Mange koreanske forskere benægter dens eksistens af forskellige årsager, primært som følge af modstridende arkæologiske beviser. De peger også på Bambusannalerne og Konfucius' analekter (samtaler) , som var blandt de første værker, der nævner Gija, men ikke omtaler hans migration til Gojoseon.
Uanset kontroversen om Gija viser de arkæologiske fund kulturforbindelser med indbyggere med kinesiske rødder. De halvmåneformede stenknive og rillede sten i bronzealderens Korea (ca. 800-400 f.Kr.) beviser dyrkning af ris, der blev sendt til Korea fra Kina, mens andre genstande så som bronzedolke udviser særlige kendetegn i Korea.:10  Genstande fra jernalderen i Korea så som kinesiske mønter og tilstedeværelsen af dyreformede bæltespænder i skyto-siberisk stil viser, at jernalderkulturen i Kina og en bronzealderkultur af skyto-siberisk oprindelse blev formidlet til Korea i det 4. århundrede f.Kr.:12 

## Oprettelse
Den første omtale i samtidige historiske optegnelser fra begyndelsen af det 7. århundrede f.Kr. beskriver Gojoseon som værende beliggende omkring Bohai-bugten og drivende handel med staten Qi (齊) i det nordøstlige Kina. Zhan Guo Ce, Shan Hai Jing (Samlingen af bjerge og søer), og Shiji (Den store historikers nedtegnelser) omtaler Joseon som en region, indtil Den store historikers nedtegnelser begyndte at omtale det som et land fra 195 f.Kr. og frem.
I det 4. århundrede f.Kr. udviklede der sig andre stater med veldefinerede politiske strukturer i de områder. hvor der i den tidligere bronzealder fandtes "bystater med omgivende mure"; Gojoseon blev den mest avancerede af dem på halvøen. Bystaten udvidedes ved at inkorporere andre tilgrænsende bystater ved alliancer eller militær erobring. Således blev en stor sammenslutning af politiske enheder mellem floderne Taedong og Liao dannet. I takt med, at Gojoseon udviklede sig, skete dette også med titlen på og funktionen for lederen, der efterhånden blev kaldt "konge" (Han) i traditionen fra den Zhou-dynastiet, omkring samme tid som Yan (燕) leder. Krøniker fra den tid nævner fjendtlighed mellem den feudale stat i det nordlige Kina og Gojoseon-forbundsstaten, og omtaler især en plan om angribe Yan over Liao-flodens grænse. Konfrontationen førte til tilbagegang og eventuel undergang for Gojoseon, der i Yan-krønikerne er beskrevet registrerer som "arrogant" og "grusomt". Men det gamle kongerige optræder også som en velstående bronzealdercivilisation med en kompleks social struktur, herunder en klasse af ridende krigere, der har bidraget til Gojoseons ekspansion, især den nordlige udvidelse i det meste af Liaodong-bækkenet.
Omkring 300 f.Kr. mistet Gojoseon betydelige vestlige områder efter en krig med Yan-staten, men dette indikerer at Gojoseon allerede var så stor en stat, at det kunne føre krig mod Yan og overleve tabet af et territorium på 2.000 li (800 km). Gojoseon menes at have flyttet sin hovedstad til Pyongyang-regionen omkring dette tidspunkt.

### Wiman Joseon og nedtur
I 195 f.Kr. udpegede Jun af Gojoseon en flygtning fra Yan, Wiman til en betroet stilling. Wiman senere gjorde oprør i 194 f.Kr., og Jun flygtede til den sydlige del af den koreanske halvø.
I 109 f.Kr. invaderede kejser Wu af Han nær Liao-floden. En konflikt udbrød i 109 f.Kr., da Wimans barnebarn kong Ugeo (우거왕, hanja: 右 渠 王) nægtede at tillade Jins ambassadører at nå Kina gennem hans territorier. Da kejser Wei sendte en ambassadør She He (涉 何) til Wanggeom-Seong for at forhandle ret til passage med kong Ugeo, nægtede kong Ugeo at forhandle og lod en generel eskortere She tilbage til Han‘s område, men da de kom tæt på Han‘s grænser, myrdede She generalen og hævdede over for kejser Wu, at han havde besejret Joseon i kamp, og kejser Wu, der var uvidende om hans bedrag, gjorde ham den militære chef for Liaodong-kommandoen. Kong Ugeo blev vred og foretog en razzia mod Liaodong og dræbte She He.
Som svar lod kejser Wu foretage et tostrenget angreb, dels over land, dels over havet, mod Joseon. De to styrker, som angreb Joseon, var ude af stand til at koordinere godt med hinanden og led til sidst store tab. Til sidst blev kommandoerne fusionerede, og Wanggeom faldt i 108 f.Kr.. Han besatte Joseon landet og etablerede Han's fire kommanderier i den vestlige del af det tidligere Gojoseon-område.
Gojoseon gik i opløsning i 1. århundrede f.Kr., da det efterhånden mistede kontrollen over sin tidligere len. I takt med, at Gojoseon mistede kontrollen over sine forbundsfæller, fremstod mange efterfølgerstater i dets tidligere område, så som Buyeo, Okjeo, Dongye. Goguryeo og Baekje udviklede sig fra Buyeo.

## Kultur
Omkring 2000 f.Kr. er fundet en ny keramisk kultur med malet og graveret design. Disse mennesker praktiserede landbrug i en fast fælles liv, sandsynligvis organiseret i familieklaner. Rektangulære hytter og stadig større dysse-gravpladser findes i hele halvøen. Bronzedolke og spejle er blevet udgravede, og der er arkæologiske beviser på små bystater omgivne af mure i denne periode.  Dysser og bronzedolke, der findes i området er unikt koreanske og kan ikke findes i Kina.

### Mumun-keramik
I Mumun keramik-perioden (1500-300 f.Kr.) har almindelig grov keramik erstattet tidligere kam-mønstrede varer, muligvis som følge af påvirkning fra nye befolkningsgrupper, der migrerer til Korea fra Manchuriet og Sibirien. Denne type keramik har typisk tykkere vægge og viser en bredere vifte af former, hvilket indikerer forbedringer i ovn-teknologien. Denne periode kaldes undertiden "koreansk bronzealder", men bronzegenstande er relativt sjældne og regionaliserede indtil det 7. århundrede f.Kr.

### Risdyrkning
Engang omkring 1.200 til 900 f.Kr. spredes risdyrkning til Korea fra Kina og Manchuriet. De mennesker dyrkede også indfødte kornsorter så som hirse og byg, og tæmmede husdyr.

### Bronzeværktøjer
Begyndelsen på bronzealderen på halvøen siges normalt at indtræde 1000 f.Kr., men estimater spænder fra det 13. til 8. århundrede.  Selvom den koreanske bronzealderkultur stammer fra Liaoning og Manchuriet, udviser den unikke træk med hensyn til typologi og stilarter, især i rituelle genstande.
I det 7. århundrede f.Kr. blomstrede en materiel bronzealderkultur med påvirkninger fra Manchuriet, det østlige Mongoliet samt Siberien og skythiske bronzestilarter, på halvøen. Koreanske bronzer indeholder en højere procentdel af zink end i de omgivende bronzekulturer. Bronzegenstande findes oftest på gravpladser og består hovedsageligt af sværd, spyd, dolke, små klokker og spejle dekorerede med geometriske mønstre.
Gojoseons udvikling synes at være knyttet til ibrugtagelsen af bronze-teknologi. Dens særegenhed finder sit mest bemærkelsesværdige udtryk i idiosynkratiske type bronze værd, eller "mandolin-formede dolke" (비파형 동검, 琵琶 形 銅 劍). Den mandolin-form dolk findes i regionerne Liaoning, Hebei, og Manchuriet samt ned på den koreanske halvø. Det tyder på eksistensen af Gojoseons herredømme. Bemærkelsesværdigt er, at formen på "mandolin"-dolke fra Gojoseon adskiller sig væsentligt fra sværd fundne i Kina.

### Dyssegrave
Stendysser begynder at optræde på koreanske halvø og i Manchuriet omkring 2.000-400 f.Kr. Omkring 900 f.Kr. bliver begravelsespraksis mere varieret, hvilket formodes at være en afspejling af en stigende sociale lagdeling. Goindol, Dyssegrave i Korea og Manchuriet, der dannes af opretstående sten der støtter en vandret dæksten, er mere talrige i Korea end i andre dele af Østasien. Andre nye former for begravelse er stenkister (underjordisk nedgravede kamre forede med sten) og lertøjskrukker og lerkar i kister. Bronzegenstande, keramik og jadeornamenter fundne i stendysser og stenkister indikerer, at sådanne grave var forbeholdt eliten. 
Omkring det 6. århundrede f.Kr. optræder brændt rødt lertøj, fremstillet af fint jernrigt ler og kendetegnet ved en glat, skinnende overflade, i dyssegrave samt i indenlandske skåle og kopper.

### Jernkultur
Omkring dette tidspunkt optog staten Jin den sydlige del af den koreanske halvø. Meget lidt er kendt om denne stat bortset fra, at det var den tilsyneladende forgænger til Samhan-forbundende.
Omkring 300 f.Kr. blev jernteknologi indført i Korea fra Yan-staten. Jern blev produceret lokalt i den sydlige del af halvøen i det 2. århundrede f.Kr. Ifølge kinesiske kilder blev jern fra den nedre Nakdong-flod i sydøst værdsat over hele halvøen og Japan.

## De tidlige tre kongedømmer
Talrige små stater og sammenslutninger opstod af resterne af Gojoseon, herunder Goguryeo, Buyeo-riget, Jeon-Joseon, Okjeo, og Dongye. Tre af de kinesiske kommanderier faldt som følge af lokal modstand inden for et par årtier, men det sidste, Nakrang, forblev en vigtig kommerciel og kulturel forpost indtil, at det blev ødelagt af det ekspanderende Goguryeo i 313.
Jun af Gojoseon siges at have flygtet til staten Jin på den sydlige ¨del af den koreanske Halvø. Jin udviklede i Samhan forbundsstater, det begyndende Baekje og Silla, og fortsatte med at absorbere migration fra nord. Samhan forbundsstaterne var Mahan, Jinhan, og Byeonhan. Kong Jun regerede over Mahan, som til sidst blev annekteret af Baekje. Goguryeo, Baekje og Silla voksede gradvist til De Tre Kongeriger i Korea, der dominerede hele halvøen omkring det 4. århundrede.